# Rekyl
Rekyl er en betegnelse for det tilbagestød (impuls), der opstår ved affyring af skydevåben. Nogle våben anvender dette som kraft til genladning – (se rekylgevær). Via våbenkolben fordeles rekylet over en større del af overkroppen.
Der er længe forsket i at mindske våbens rekyl. Dette skyldes, at tilbagestødet øger risikoen for, at våbnets sigte rykker sig mellem skuddene. Mindre stød vil derfor være i stand til at øge træfsikkerheden.
| Våben | Spire Denne artikel om våben er en spire som bør udbygges. Du er velkommen til at hjælpe Wikipedia ved at udvide den. |